# Добруша (Водице)
Добруша (словен. Dobruša) је насељено место у општини Водице, Средњесловенска регија, Словенија.

## Историја
До територијалне реорганизације у Словенији била је у саставу града Љубљане, односно старе општине Шишка.

## Становништво
У попису становништва из 2011. године, Добруша је имала 123 становника.
| Број становника према пописима | Број становника према пописима | Број становника према пописима |
| ------------------------------ | ------------------------------ | ------------------------------ |
| 1991                           | 2002                           | 2011                           |
| 88                             | 104                            | 123                            |

Напомена: Године 2013. извршена је мања размена територије између насеља Добруша и Репње.